# 米爾維爾 (佛羅里達州)
米爾維爾（英語：Millville）是位於美國佛羅里達州貝縣的一個非建制地區。該地的面積和人口皆未知。

## 地理
米爾維爾的座標為30°09′05″N 85°37′50″W / 30.15139°N 85.63056°W，而該地的平均海拔高度為1米（即3英尺）。